# Deck-Building
Deck-Building oder Deckbau ist ein Mechanismus in Kartenspielen, bei dem die Spieler während des Spiels ihren Kartensatz erweitern und optimieren. Als wichtigstes Deck-Building-Kartenspiel gilt Dominion, durch das das Genre weite Verbreitung fand.

## Prinzip
Jeder Spieler beginnt das Spiel mit einer kleinen Anzahl an Karten, die üblicherweise nicht besonders mächtig sind. Dieser Kartensatz wird in Übernahme des englischen Begriffs Deck genannt. Im Verlauf des Spieles können die Spieler durch Einsatz ihrer vorhandenen Karten ihr persönliches Deck mit Karten auf- und ausbauen, die aus einem allen Spielern zugänglichen Angebot stammen. Mit dem englischen „build“ für „bauen“ resultiert daraus die Begriffskombination Deck-Building bzw. eingedeutscht Deckbau.
Wesentliches Element von Deckspielen ist der Durchlauf aller Karten über das wiederholte Mischen des Ablagestapels und Bereitstellen als Ziehstapel. Dadurch werden alle Karten eines Decks immer wieder auf die Hand gezogen. In Kombination mit dem Deck-Building-Mechanismus bietet sich so den Spielern die Chance, immer stärkere Karten einzusetzen. Somit erfährt das Deck meist bis zum Ende des Spiels ständig Änderungen.

## Reiz des Mechanismus
Deck-Building steht im Kontrast zur älteren Form der preconstructed Decks von Sammelkartenspielen. Dort müssen üblicherweise die Spieler ihr Deck vor dem Spiel zusammenstellen, wie z. B. im Klassiker Magic: The Gathering. Dabei gibt es oft Diskussionen, welche Karten überhaupt eingesetzt werden dürfen.
Beim Deck-Building-Mechanismus wird vor dem Spiel eine Auswahl von Karten als allgemeines Angebot vorbereitet, aus dem sich prinzipiell alle Spieler gleichermaßen bedienen können. Üblicherweise wird das Angebot für jedes Spiel neu zusammengestellt oder zumindest teilweise ausgewechselt. Da sich die Spieler nicht vor Spielbeginn entscheiden müssen, welche Karten sie verwenden wollen, können sie während des Spieles den Inhalt ihres Decks ständig anpassen. So hat jedes Spiel das Potential, eine noch nie vorher da gewesene Variation des Spiels zu werden.
Das eigentliche Spiel spielt im Deck-Building damit eine größere Rolle als die Vorbereitung. Ist das Deck zuvor zusammengestellt worden, erscheint das Spiel oft als bloße Ausführung der anfänglich bestimmten Auswahl. Dort wird weniger die Fähigkeit der Spieler während, sondern eher vor dem Spiel zum entscheidenden Kriterium. Deck-Building integriert diese Leistung in das Spiel selbst.

## Geschichte
Obwohl es schon zuvor Spiele mit Deck-Zusammenstellung gab, schaffte erst der in Dominion entwickelte Deck-Building-Mechanismus den Durchbruch in breite Spielerkreise. Als Spiel des Jahres 2009 fand es weltweit einen enormen Absatz.
Seitdem wurden viele Spiele auf den Markt gebracht, die sich diesen Mechanismus zu Nutzen machten, mit teilweise ebenfalls großem Erfolg wie z. B. Thunderstone, Ascension oder Nightfall.
Zwischenzeitlich gab es auch Websites, die sich ausschließlich dem Deck-Building-Genre widmeten.